# Système de propriété foncière en Éthiopie
L’Éthiopie s’est accommodée au cours de son Histoire d’un grand nombre de systèmes fonciers différents caractérisés par une relative complexité. Comme dans toutes les sociétés à dominante agraire, la politique de la terre constitue une des modalités centrales du pouvoir.
Certains auteurs notent que le système foncier prévalant durant la période impériale est une des combinaisons les plus complexes de système de propriété terrienne prévalant en Afrique. On a pu par exemple, dans la province du Wollo uniquement, dénombrer jusqu’à 111 types de systèmes fonciers différents.
La rareté des terres cultivables dans les régions du Nord de l’Éthiopie, a en effet très tôt dans l’Histoire conduit à développer un système foncier relativement élaboré. Certaines chroniques datant de l’époque axoumite décrivent déjà l’utilisation des terres en Éthiopie.
Par ailleurs, par le rejet du colonialisme qui caractérise l’Éthiopie au sein de l’Afrique, on ne trouve pas contrairement aux autres pays africains d’héritage lié au colonialisme résultant de l'accaparement de terres par des colons formalisant la notion de propriété privée de la terre dans sa conception capitaliste.
John Markasis, en particulier, remarque que ce système occupe une place centrale au sein de nombreux évènements majeurs qui jalonnent l’Histoire de l’Éthiopie. On peut noter à cet égard, la révolution de 1974 sur la base de la réforme agraire, le développement de la rébellion dans le Tigré conduisant à la chute du régime de Mengistu, et pour des auteurs comme Tsegaye Tegenu, les différences dans le recrutement des armées sous Yohannes IV et Ménélik II ainsi que la restructuration de l’Empire sous ce dernier ayant conduit à la victoire d’Adoua.
Un ministère de l’agriculture voit le jour en 1909 sous Ménélik II. La diversité des systèmes fonciers de l’Empire prévaut jusqu’en 1964, date de création du Ministère de l’Administration et du régime foncier sous le règne de Hailé Sélassié, en réponse à des pressions politiques aussi bien intérieures qu’extérieures.
Au cours de la révolution de 1974, les systèmes féodaux de l’administration des terres sont définitivement abolis par la réforme agraire.

## Le système de propriété foncière sous l’Empire
La littérature existante sur la description des systèmes fonciers éthiopiens sous l’Empire fait usage d’une terminologie spécifique. Ces termes renvoient à des modèles idéaux d’ordre plutôt conceptuels, le système de propriété effectif étant souvent une combinaison de ces différents termes. Il est à noter que le sens d’un même terme peut varier d’une époque à l’autre mais aussi suivant les auteurs

On dénombre à cet égard, entre autres, les terres communales (Rist), les terres de concession (Gult), les propriétés foncières perpétuelles libres (Gebbar), les terres d’Église (Samon), les terres d’État (Maderia).
On distingue généralement les systèmes fonciers du Nord et du Sud de l’Éthiopie, ou du noyau central et de la périphérie de l’Empire.

## LeRist
Le Rist constitue un système de corporation de propriété où la filiation garantit les droits d’usufruit sur la terre. Dans celui-ci, la terre est la propriété d’une communauté telle que définie par les structures d’appartenance locale.
Le Rist a constitué le système foncier traditionnel dans les régions du Tigré, du Gondar, du Godjam et du Wollo.
Les droits de propriété d’un individu sur ces terres sont de deux types.
Le premier est fondé sur l’héritage et la filiation directe et est lié à la capacité d’un individu de prouver qu’il est né d’un aqueni abat (le père/ le développeur). Tout descendant d’une personne disposant d’intérêts sur les terres communes a le droit de partager équitablement avec ses frères et sœurs la terre dont il a hérité que ce soit du côté paternel ou du côté maternel. On peut naître d’un « aqueni abat » qui s’est établi en différents endroits et possède des terres dans différents villages. Néanmoins la propriété d’un descendant est souvent limitée à la zone de la terre que ses parents cultivaient et où il est lui-même né. Cependant, si le statut de la personne est suffisamment élevé, il peut néanmoins réclamer les terres dont disposaient ses parents en différents endroits sur la base de droits de naissance.
Le second lié à la résidence dans un village donné où un individu possède déjà un toit, même s’il n’est pas descendant direct d’un résident du woreda, auquel cas une terre lui est accordée au sein des terres communales du village (Desa ou Shehena). La seule condition étant qu’il réside dans le village et qu’il s’acquitte des taxes foncières correspondantes.
Les règles du système visent à maintenir la continuité et la permanence des droits de possession à la terre à la fois à un individu mais aussi au groupe. Ainsi il n’est pas possible de vendre, d’hypothéquer, de léguer ou de faire don de la terre hors de la famille, étant donné que la terre appartient au groupe et non à un individu.
Un individu peut néanmoins louer sa part à une tierce personne
L’un des éléments fondamental du Rist est que le fait d’être sans-terre est rendu pratiquement impossible, les droits du sol sont sécurisés (la possession de terre est garantie à vie) et les surfaces agricoles maintenues sous contrôle paysan
Les principaux problèmes associés au Rist sont néanmoins de manière récurrente :
- la fragmentation des possessions,
- la diminution de leur taille avec l’accroissement de la population,
- l’empiètement des cultures sur des terres à faible rendement ou difficilement cultivables (terrain à fort dénivelé ou fortement boisé),
- diminution des surfaces de pâturage liée à la demande croissante de terres cultivables,
- épuisement des sols liés à une culture intensive et répétée,
- incapacité à vendre, échanger ou d’hypothéquer ses possessions.

## LeGultet leRist Gult
Bien souvent, le système Gult s’est superposé au système Rist : les droits de Gult correspondent à un droit de fief qui requiert que le bénéficiaire d’un Rist s’accorde des taxes sous forme d’argent comptant, ou de travaux envers des propriétaires terriens. Dans le centre de l’Éthiopie, les détenteurs d’un Gult appartiennent dans leur grande majorité à l’aristocratie, alors que dans le Sud et dans la périphérie, ce sont les auxiliaires civils et militaires de l’État à qui un droit de Gult est accordé en échange de leurs services.
Les droits de Gult ne peuvent être accordés par l’héritage, ni même la filiation héréditaire, et bien que le phénomène a été peu observé, la couronne peut se réserver de retirer ce droit à tout moment
Parallèlement, il existe également un système de droits de Rist Gult, dont il peut être hérité, et qui ont progressivement investi les détenteurs d’un Gult du droit de fixer des taxes sous forme de taxations ou de travaux pour ses propres besoins. Ce système a accru l’indépendance des propriétaires terriens du pouvoir impérial. Initialement accordé uniquement à la famille royale et à la noblesse provinciale, le droit de Rist Gult héritable s’étend progressivement aux terres du Sud au fur et à mesure de leurs conquêtes

## LeGebbar, propriété foncière perpétuelle libre

### Considérations générales
Suivant les auteurs l’utilisation Gebar peut renvoyer à des conceptions différentes dans leur principe. On distingue ainsi suivant les auteurs :
- dans son sens littéral, celui qui travaille parce qu’il doit vendre sa force de travail à un administrateur et le produit de sa production,
- dans le sens des contemporains de Menelik tels que le Dejazmach Girmame, le terme fait référence à une fonction spécifique donnée aux paysans possesseurs d’un Rist assignés aux tâches d’approvisionnement (Senq Mechan) de l’armée (Tor Zemach),
- certains auteurs étrangers et éthiopiens utilisent ce terme pour designer le système foncier prévalant dans l’Éthiopie du Sud,

- d’autres enfin - retenant essentiellement la lourdeur du taux de taxation - l’utilisent afin de designer un système social oppressif prévalent sous le règne de Ménélik II.

L’étendue de ce système s’est grandement accrue à la fin du XIXe siècle pendant le règne de Ménélik II, à la suite de ses conquêtes et de ses efforts pour consolider l’Empire et les régions du Sud. Dans celui-ci un système de location est mis en place dans lequel les relations de métayage dominent.
Le système Gebar est dans les faits un système dynamique qui s’est transformé au cours de l’Histoire de l’Éthiopie. Il émerge dans le nord du Shoa et dans le centre du Wollo au milieu du XVIIIe siècle afin de subvenir aux besoins de l’aristocratie militaire de la région.
En général, le terme renvoie à un système de propriété privée prévalant durant la période impériale. Toutes les terres pour lesquelles l’État ne percevait aucun revenu, c'est-à-dire bien souvent pour lesquelles les propriétaires terriens empochaient les taxes aux dépens du gouvernement, sont converties en terres gouvernementales, privant au passage les pastoraux de leurs droits communaux.
La mise en place de ce système limite l’influence des propriétaires terriens locaux et abolit tous les droits de Rist et de Rist Gult, incluant ceux de l’Église. Les paysans ne payent plus ainsi de revenu aux propriétaires terriens mais directement à l’État.
Ce système fondé sur la possession privée de terres a été prédominant dans les régions de l’Éthiopie du Centre et du Sud, particulièrement dans les régions du :
- Shoa
- Wellaga
- Gamo Gofa
- Arsi
- Sidamo
- Keffa
- Illubabor
- Bale
- Harerge

Ainsi que dans l’Éthiopie du Nord dans le Wollo.
Comme aucune rétribution sous une forme monétaire ne peut être fournie aux soldats et aux représentants du gouvernement, la terre est accordée à la condition que ces derniers puissent récolter des charges sous différentes formes. Ceux qui détiennent les droits de propriété sur la terre dans ce système vivent du travail qu’ils font effectuer sur celle-ci en la faisant cultiver par des « Gebars » ou en la louant. Puisque la terre est accordée en échange d’une rétribution, l’attributaire a l’obligation de réaliser toutes les tâches demandées par le gouvernement.
Le système de location de terre en échange de services (terre « Maderia ») a perduré pendant plusieurs décennies au cours de l’Histoire de l’Éthiopie avant de se transformer en propriété privée.
Les propriétaires des terres dans ce système sont les seigneurs féodaux, les services des églises, et les soldats.
Ce système de propriété privée s’accompagne d’un système de mesure spécifique des terres appelé « Qelad ». L’unité de mesure des terres est le « Gasha » qui prend en compte la superficie du terrain pondéré par sa fertilité. Ainsi un Gasha a une superficie qui varie de 34 hectares pour une terre fertile à 106 hectares pour des terrains infertiles.
Le gouvernement est ainsi en mesure d’estimer la taille des possessions de chacune de ses terres et les revenus qu’il peut en attendre sous forme d’une taxation. L’amélioration du système de taxation conduit ainsi à un fort accroissement des revenus du gouvernement lors de sa mise en place.
La possibilité pour les terres détenues sous le système Gebar d’être converties en propriété privée a fortement contribué à son extension. Par ailleurs les vétérans de guerre, les réfugiés de l’étranger, les agents du gouvernement, les soldats et les membres de la police bénéficient tous d’un Gasha à titre de propriété privée. Tous les propriétaires terriens au sein du système Gebar doivent s’acquitter de différentes taxes envers le gouvernement : taxe foncière, taxe sur l’agriculture, taxe pour l’éducation, taxe pour le système de santé. Ils bénéficient également du droit de vendre, louer, transférer à des héritiers ou d’hypothéquer leurs biens.
L’avantage de ce système est qu’il permet la vente, l’échange, le transfert à des héritiers ou l’hypothèque des terres converties en propriétés privées, ainsi qu’un fort accroissement des ressources de l’État.
En revanche, ce système fait apparaître un nombre considérable d’inconvénients inexistants dans le système Rist, parmi lesquels :
- le développement du nombre de litiges liés à la délimitation des terrains ;
- la forte fragmentation des terres dans les régions fortement peuplées ;
- l’absence de sécurisation des droits du sol, le développement du nombre de sans-terres et le fait d’être à la merci du bon vouloir d’un propriétaire terrien ;
- l’accroissement du prix de location des terres lorsque la demande augmente ;
- la forte taxation du paysan sur son travail, dans l’obligation d’accorder 10 % du produit qu’il en retire ;
- une forte exploitation de la main d’œuvre paysanne.

Ce système voit par ailleurs se développer un grand nombre de propriétaires absentéistes qui trouvent plus rentable de louer leurs terres et d’en récolter une partie sous forme de céréales par exemple en échange de l’utilisation de leurs terres. La part pouvant s’étaler du tiers aux trois-quarts de la production après paiement de la taxe usuelle de 10 % au gouvernement.
De plus les paysans doivent généralement s’acquitter à l’égard du propriétaire terrien de divers services tels que les dons de nourriture, les clôtures des terrains, la surveillance des troupeaux et la construction des bâtiments.

### Considérations spécifiques
Plusieurs sous-types de propriétés foncières peuvent être identifiés

#### LeSiso
Les seigneurs féodaux sont autorisés à s’approprier un tiers des terres qu’ils occupent, dirigent ou gouvernent. Un système foncier spécifique appelé Siso est mis en place sur ces terres. Les terres restantes sont partagées entre les services d’Église, les soldats, les autres membres de la gouvernance et la population indigène.

#### LeSemon
Le système foncier sur les terres accordées aux services de l’Église est appelé Semon. Les propriétaires des terres dans ce système sont les personnes au service de l’Église (prêtres et diacres) et ceux qui les rémunèrent sous forme monétaire. La terre dans ce système peut être vendue ou transmise à des héritiers suivant la volonté.

#### LeMaderia
Les terres accordées aux représentants du gouvernement peuvent être transmises à des héritiers et les héritiers ont l’obligation de servir le gouvernement soit dans l’administration, soit dans les forces armées. Cependant les terres acquises de cette manière (terre dite Maderia) ne peuvent être ni vendues, ni hypothéquées.

### Articles
- (en) Berhanu Debele, Land tenure in Ethiopia, Training Course on Community-based Land Use Planing for Rural Development, Addis Ababa, Éthiopie, octobre 2002 [lire en ligne]

- (en) Wibke Crewett, Ayalneh Bogale, Benedikt Korf, Land Tenure in Ethiopia : Continuity and Change, Shifting Rulers, and the Quest for State Control, International Food Policy Research Institute (IFPRI), Working Paper No. 91, septembre 2008 [lire en ligne]

- (en) Tesfaye Teklu, Land Scarcity, Tenure Change And Public Policy In The African Case Of Ethiopia: Evidence On Efficacy And Unmet Demands For Land Rights, Proceedings of the Third International Conference on Development Studies in Ethiopia, June 18-19, 2005, Addis Ababa [lire en ligne]

- (en) H. Jimma, The Politics of Land tenure in Ethipian History : Experience from the South, XI World Congress of Rural Sociology, Trondheim, Norway, 25-30 juillet 2004 [lire en ligne]

- (en) Temesgen Gebeyehu, A history of land measurement in Shashemene (Ethiopia), 1941 - 1974, African Journal of History and Culture (AJHC) Vol. 1 (4), p. 067-075, octobre 2009, [lire en ligne]

- (en) Land Reform, U.S. Library of Congress [lire en ligne]